# Lockheed-Azcarate
Lockheed-Azcarate (LASA) è stata una società nata nel 1960 tra la Lockheed ed il governo messicano attraverso i generali Juan Francisco Azcárate e Abelardo Luján Rodríguez, con sede a San Luis Potosí. Il gen. Azcárate, pioniere dell'aviazione messicana, nel 1930 come direttore di azienda costruì alcuni velivoli a due posti da ricognizione ed addestramento per la Fuerza Aérea Mexicana; lui stesso stabilì i requisiti per la realizzazione del LASA 60 derivato dal prototipo originale Lockheed L-402.
Il gen. Rodríguez era stato il presidente del Messico dal 1932 al 1934. Rodríguez e Azcárate furono i direttori del nuovo stabilimento sito circa 300 km a nord di Città del Messico, con personale messicano già addestrato e formato in Georgia. Furono costruiti 36 velivoli fino ad aprile 1962, quando la produzione fu interrotta. Alla Fuerza Aérea Mexicana ne furono venduti 18 ed i rimanenti furono venduti a compagnie private in Messico e negli Stati Uniti d'America. Il velivolo fu anche costruito in Argentina da una nuova azienda Avioned Lockheed-Kaiser a circa 650 km a nord di Buenos Aires.
Il velivolo venne infine costruito dall'Aermacchi come Aermacchi AL-60.